# Tarzan und der Dschungelboy
Tarzan und der Dschungelboy (Originaltitel: Tarzan and the Jungle Boy) ist ein US-amerikanischer Spielfilm des Regisseurs Robert Gordon aus dem Jahr 1967 mit dem ehemaligen Footballprofi Mike Henry in der Titelrolle. Die Rolle des Bösewichts spielte der Olympiasieger im Zehnkampf 1960 Rafer Johnson. Das Drehbuch stammt von Stephen Lord unter Verwendung der Figuren von Edgar Rice Burroughs. In der Bundesrepublik Deutschland kam der Film das erste Mal am 29. November 1968 in die Kinos.

## Handlung
Der kleine Junge eines Geologen ist vor Jahren nicht mit dem Vater umgekommen, sondern zu einem „Mini-Tarzan“ herangewachsen. Als man ihn zufällig vom Flugzeug aus entdeckt, macht sich eine sehr selbstbewusste Reporterin auf den Weg, ihn mit Alt-Tarzans Hilfe der Zivilisation zurückzubringen. Leider gerät das Unternehmen in die blutigen Streitereien zweier Häuptlingssöhne um die Thronfolge bei ihrem Stamm. Schließlich aber siegt dort der gute Sohn über den bösen Sohn, – und der Dschungelboy nimmt vorerst Abschied vom Urwald und seinen Tieren.

## Hintergrund
Rafer Johnson und Edward Johnson sind Brüder und spielen die verfeindeten Häuptlingssöhne Nagambi und Buhara.

## Kritik
Das Lexikon des internationalen Films verzichtet in der Ausgabe von 1988 auf eine Kritik. In der Onlineversion ist von einem naiven „Dschungel-Abenteuer mit einigen Grausamkeiten“ die Rede, das „talentlos inszeniert“ sei.
Der Evangelische Filmbeobachter fasst sein Urteil so zusammen: „An die alten Tarzanfilme recht gut anknüpfend und insgesamt für Freunde dieser Reihe ab 12 geeignet.“